# Lourdeskapelle (Dornbirn)

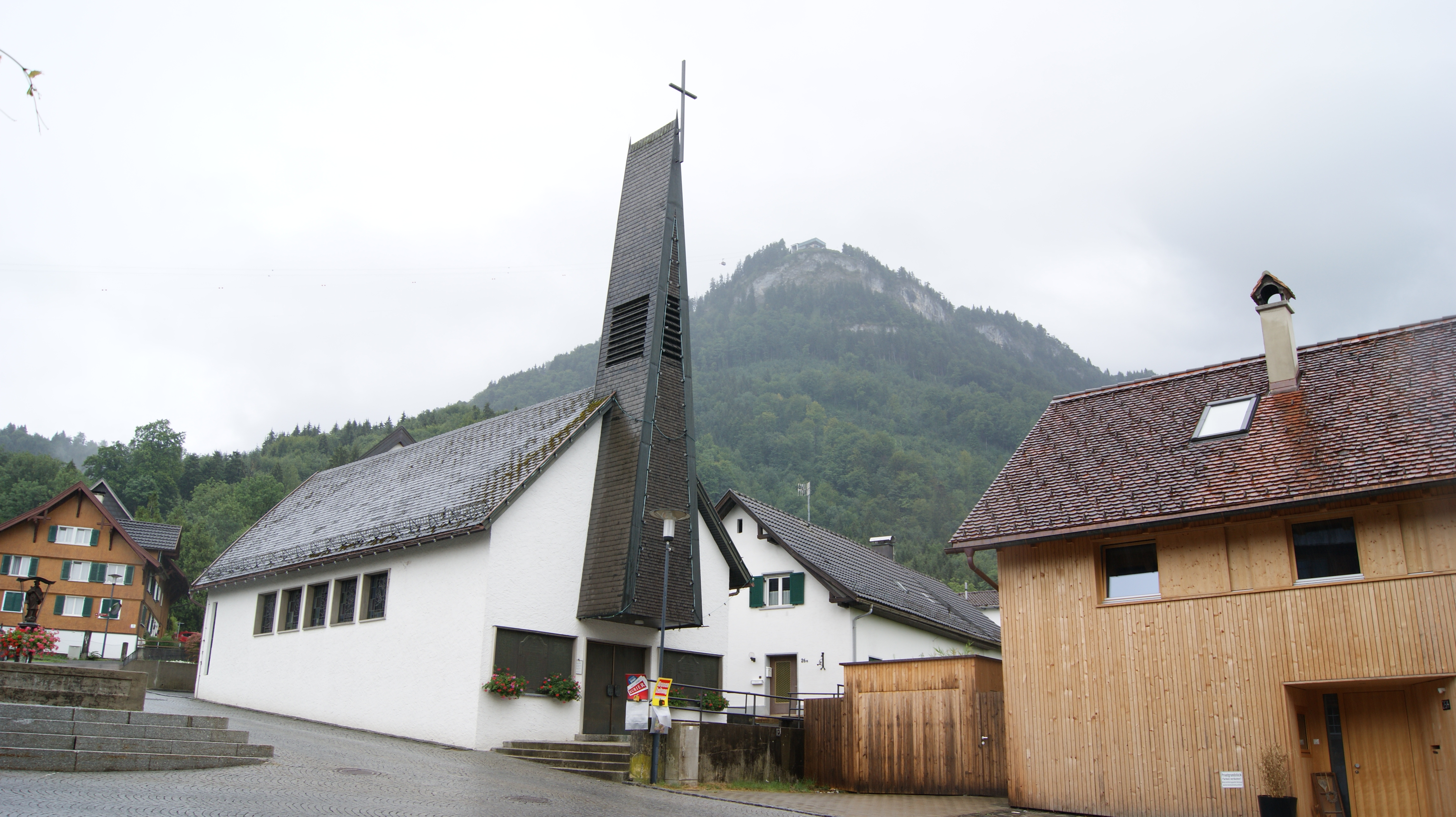
Lourdes-Kapelle in Dornbirn-Mühlebach. Im Hintergrund der Karren und die Karrenseilbahn.

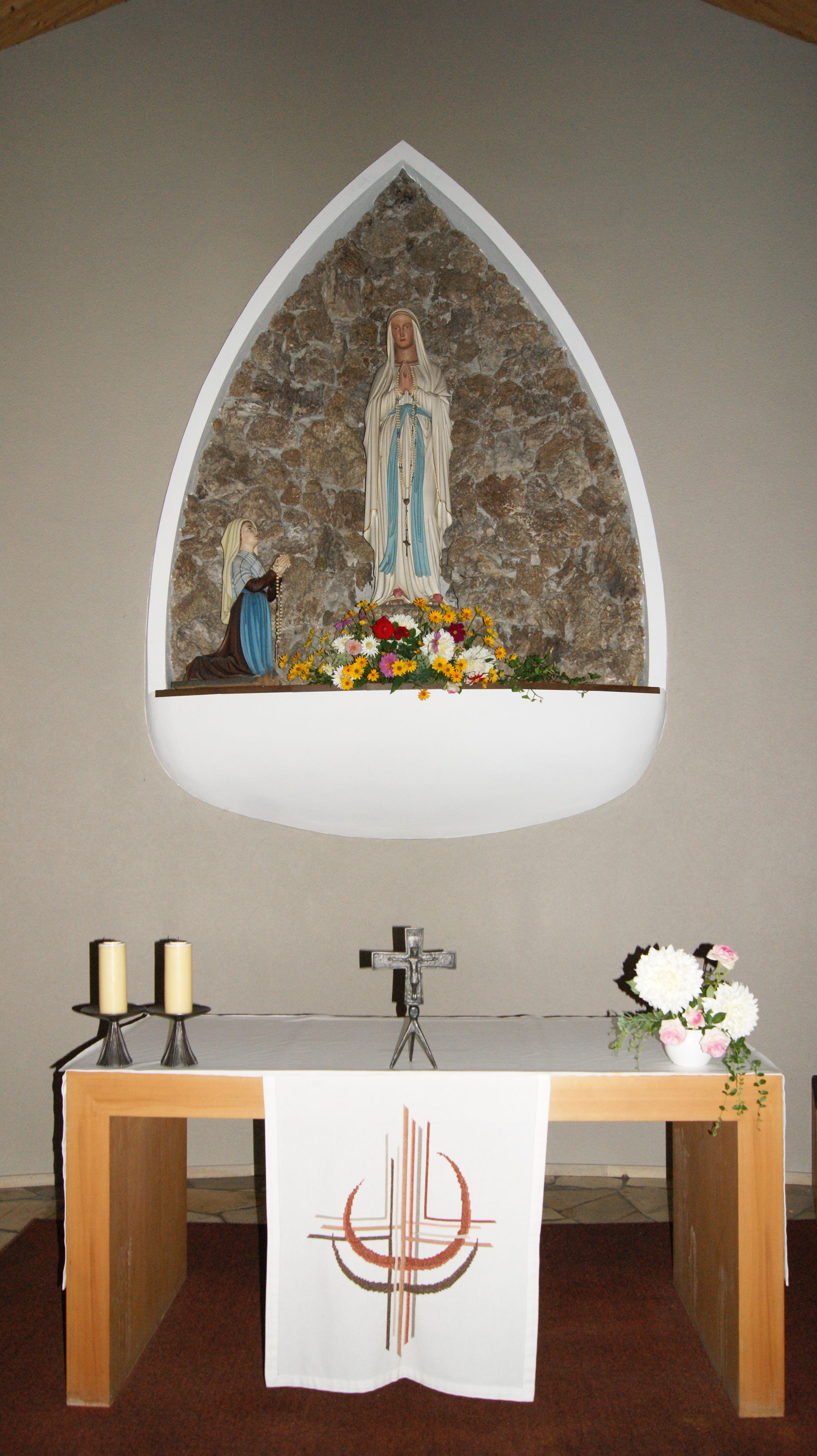
Innenansicht der Kapelle - Altar.

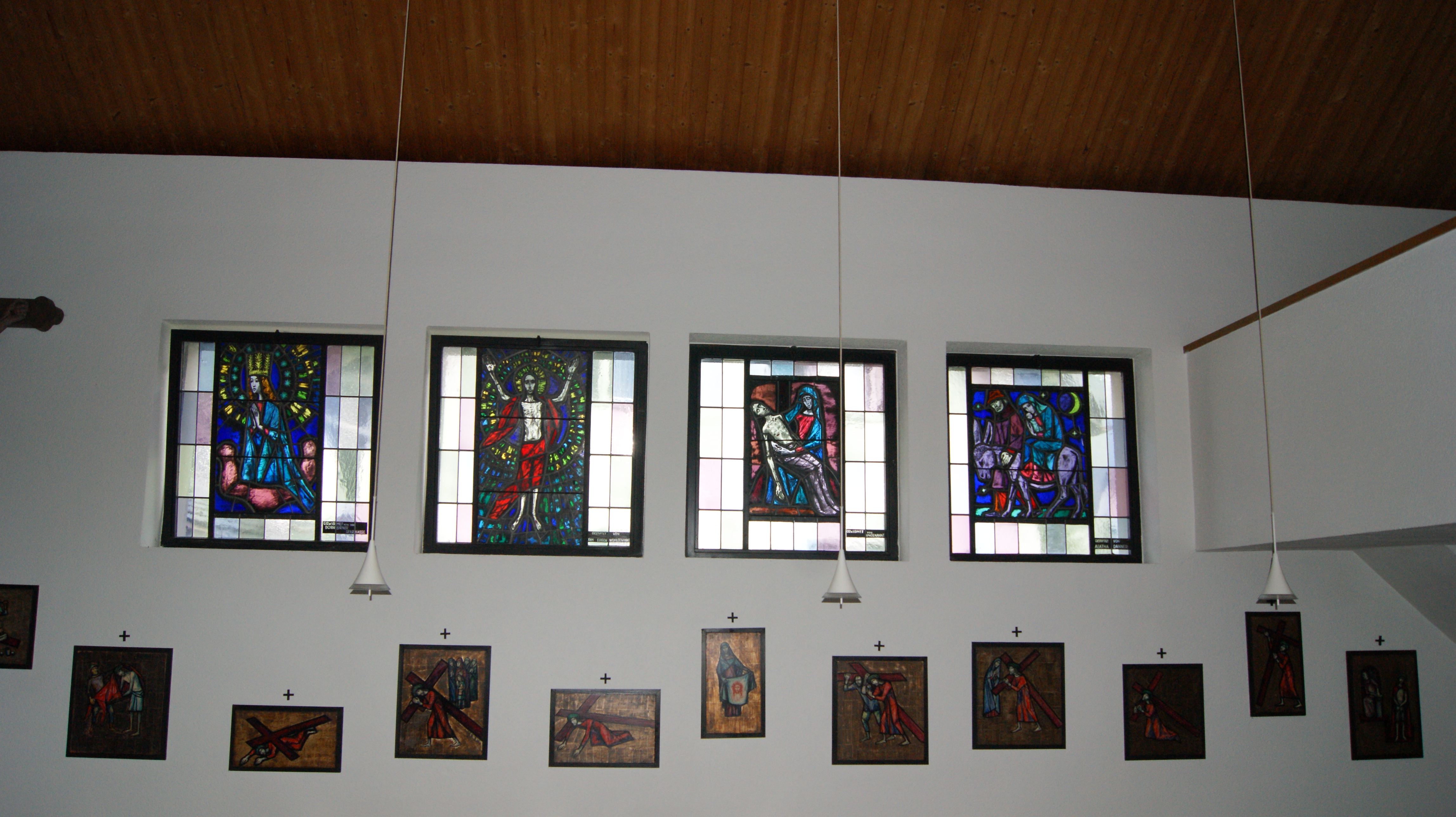
Glasfenster und Kreuzwegstationen.

Diese römisch-katholische Lourdeskapelle steht im Ortsteil Mühlebach der Gemeinde Dornbirn im Bezirk Dornbirn in Vorarlberg. Sie ist Unserer lieben Frau in Lourdes geweiht und gehört zur Pfarrkirche zum hl. Leopold im Hatlerdorf und damit zum Dekanat Dornbirn in der Diözese Feldkirch. Der Gedenktag Unserer Lieben Frau in Lourdes ist am 11. Februar.
Das Bauwerk (460 m ü. A.) wurde 1966 neu errichtet und ist vom Stadtzentrum von Dornbirn etwa 2 km Luftlinie entfernt.

## Geschichte
1837 wurde in Mühlebach eine dem hl. Josef geweihte Kapelle errichtet. Die Kapelle hatte einen sechseckigen Turm. Sie war annähernd gleich wie die heutige Kapelle ausgerichtet. 1889 wurde eine Lourdesgrotte hinzugefügt.
1966/67 wurde nach Plänen von Sigi Salzmann die neue Kapelle errichtet.

## Kirchenbau
Die Kapelle steht im Dorfzentrum von Mühlebach. Es handelt sich um einen Bau mit annähernd rechteckiger Grundform und West-Ost-Ausrichtung. Östlich (Altar) sind die Außenwände abgerundet. Die schlichten Türen und der dreieckige spitzgiebelige Glockendachreiter auf dem Satteldach befinden sich westlich. Der Glockendachreiter springt aus der Fassade hervor und überdeckt einen Teil des Portals. Das Satteldach und der Glockendachreiter sind mit Eternitdachschindeln gedeckt.
Der Betraum und Altarraum sind voneinander nicht abgegrenzt und die Holzdecke folgt auch innen der Linie des Satteldaches. In der Fassade befinden sich südlich und nördlich bunte Glasfenster mit biblischen Szenen.
Rechtsseitig (nach Süden) ist eine kleine Sakristei angebaut.

## Ausstattung
Die Kirchenbänke sind aus Tannenholz und schlicht gehalten. Die Kreuzwegstationen an der nördlichen Innenwand sind kunstvolle kleine Gemälde mit optischer Umrandung.
Die Kapelle hat einen imposanten Hochaltar in Form einer stilisierten Grotte mit dem Bild Unserer lieben Frau in Lourdes, die linksseitig von einem jungen Mädchen (siehe Bernadette Soubirous) mit Rosenkranz angebetet wird.
Vor dem Hochaltar steht ein schlichter Volksaltar.
Die Orgel in der Lourdeskapelle wurde 1973 von Edmund Hohn gebaut und installiert.
Im Glockendachreiter befinden sich zwei Glocken, die von der Glockengießerei Grassmayr aus Innsbruck gegossen wurden. Diese sind auf f" und a" gestimmt.

## Pilgerweg

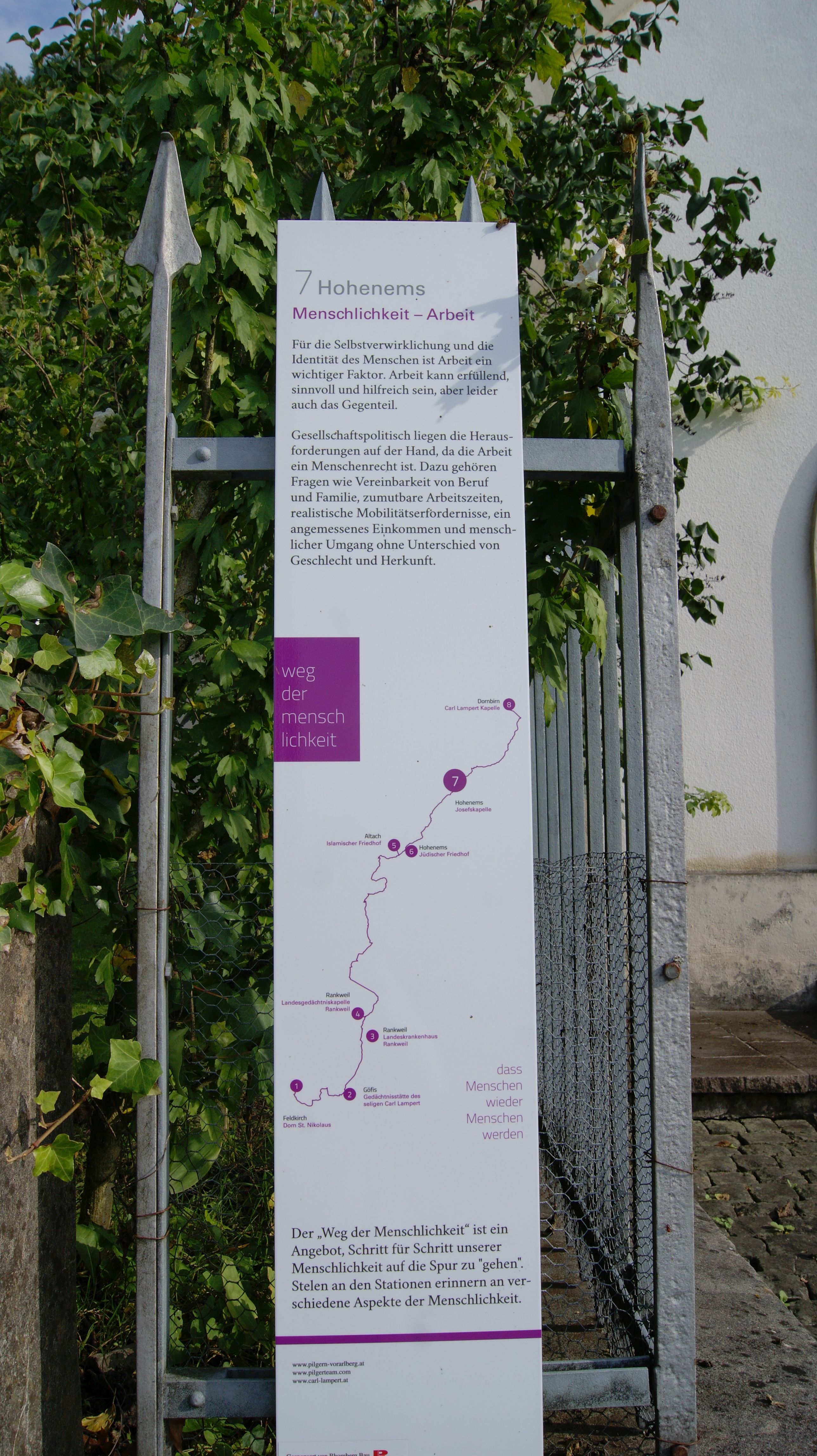
Hinweisschild zum Weg der Menschlichkeit bei der Kapelle Unterklien.

Von Feldkirch herunter über Hohenems Oberklien – Unterklien – Wallenmahd – Haslach – Mühlebach führt ein 35 km langer Pilgerweg (Weg der Menschlichkeit) nach Dornbirn zur Stadtpfarrkirche St. Martin.